# Edin Višća
Edin Višća (* 17. února 1990, Olovo, Jugoslávie) je bosenský fotbalový záložník a reprezentant, který hraje v tureckém klubu İstanbul BBSK. Účastník Mistrovství světa 2014 v Brazílii.

## Klubová kariéra
Višća začal svou fotbalovou dráhu v bosenském klubu Budućnost Banovići, z něhož odešel v roce 2009 do předního týmu Bosny Željezničar Sarajevo. V Željezničaru zahájil svou profesionální fotbalovou kariéru a odehrál zde dvě sezóny. V srpnu 2011 přestoupil za cca 400 000 eur do tureckého celku İstanbul BBSK. Zde podepsal pětiletou smlouvu.

## Reprezentační kariéra
V bosenském reprezentačním A-mužstvu debutoval pod trenérem Safetem Sušićem 10. prosince 2010 proti Polsku, kde nastoupil na hřiště v základní sestavě a odehrál kompletní utkání (hrálo se v tureckém městě Antalya). Bosna a Hercegovina zremizovala tento přátelský zápas 2:2.
6. září 2013 nastoupil na domácím stadionu Bilino Polje v Zenici v kvalifikačním utkání na MS 2014 proti Slovensku, který Bosna prohrála 0:1. Šlo o první porážku bosenského týmu v tomto kvalifikačním cyklu. Nastoupil i v odvetném kvalifikačním zápase 10. září 2013 v Žilině, kde Bosna porazila Slovensko 2:1 a uchovala si naději na první místo v základní skupině G. Měl podíl na historicky prvním postupu Bosny a Hercegoviny na Mistrovství světa ve fotbale (definitivní jistota nastala po posledním kvalifikačním utkání s Litvou).
Zúčastnil se Mistrovství světa 2014 v Brazílii, kde Bosna a Hercegovina obsadila se 3 body nepostupové třetí místo v základní skupině F.